# 孫兆奎
孫兆奎（？—1647年），字君昌，明末南直隶蘇州府吳江縣人。
崇祯九年（1636）舉人。崇禎十七年（1644年），孫兆奎到揚州投奔史可法。揚州失守，史可法陣亡。赴吳江。清順治四年（1647年），與同縣吳易率領數千人起義抗清，屯兵長白蕩，號稱孫吳兵。戰敗被清兵捉至金陵白下，審訊他的是他的老朋友，已降清的洪承疇。
洪承疇與史可法是非常好的朋友，本來想要救史可法，卻來不及，一直引以為憾，但當時廣泛謠傳史可法在揚州未死，死的只是一個形貌相似的人，蘇州孫兆奎因起兵失敗，被押到南京，洪承疇問孫兆奎說：“先生在軍中，是否知道揚州閣部史公死了呢，還是沒有死呢？”孫兆奎回答說：“經略從北方來，是否知道原在松山之戰殉難的督師洪公真的死了呢，還是沒有死呢？”洪承疇非常惱怒，急忙叫部下把孫兆奎推出去斬了。
包捷聞孫兆奎死訊，哭於內橋。